# Calathus ruficollis
Calathus ruficollis är en skalbaggsart som beskrevs av Pierre François Marie Auguste Dejean. Calathus ruficollis ingår i släktet Calathus och familjen jordlöpare. Inga underarter finns listade i Catalogue of Life.